# Pigface Island Conservation Park
Pigface Island Conservation Park är en park i Australien. Den ligger i delstaten South Australia, omkring 470 kilometer nordväst om delstatshuvudstaden Adelaide. Den ligger på ön Pigface Island.
Trakten runt Pigface Island Conservation Park är nära nog obefolkad, med mindre än två invånare per kvadratkilometer.. Närmaste större samhälle är Streaky Bay, omkring 13 kilometer sydväst om Pigface Island Conservation Park.
Trakten runt Pigface Island Conservation Park består till största delen av jordbruksmark. Genomsnittlig årsnederbörd är 416 millimeter. Den regnigaste månaden är juni, med i genomsnitt 83 mm nederbörd, och den torraste är oktober, med 9 mm nederbörd.